# Zámek Dunđerských v Kulpinu

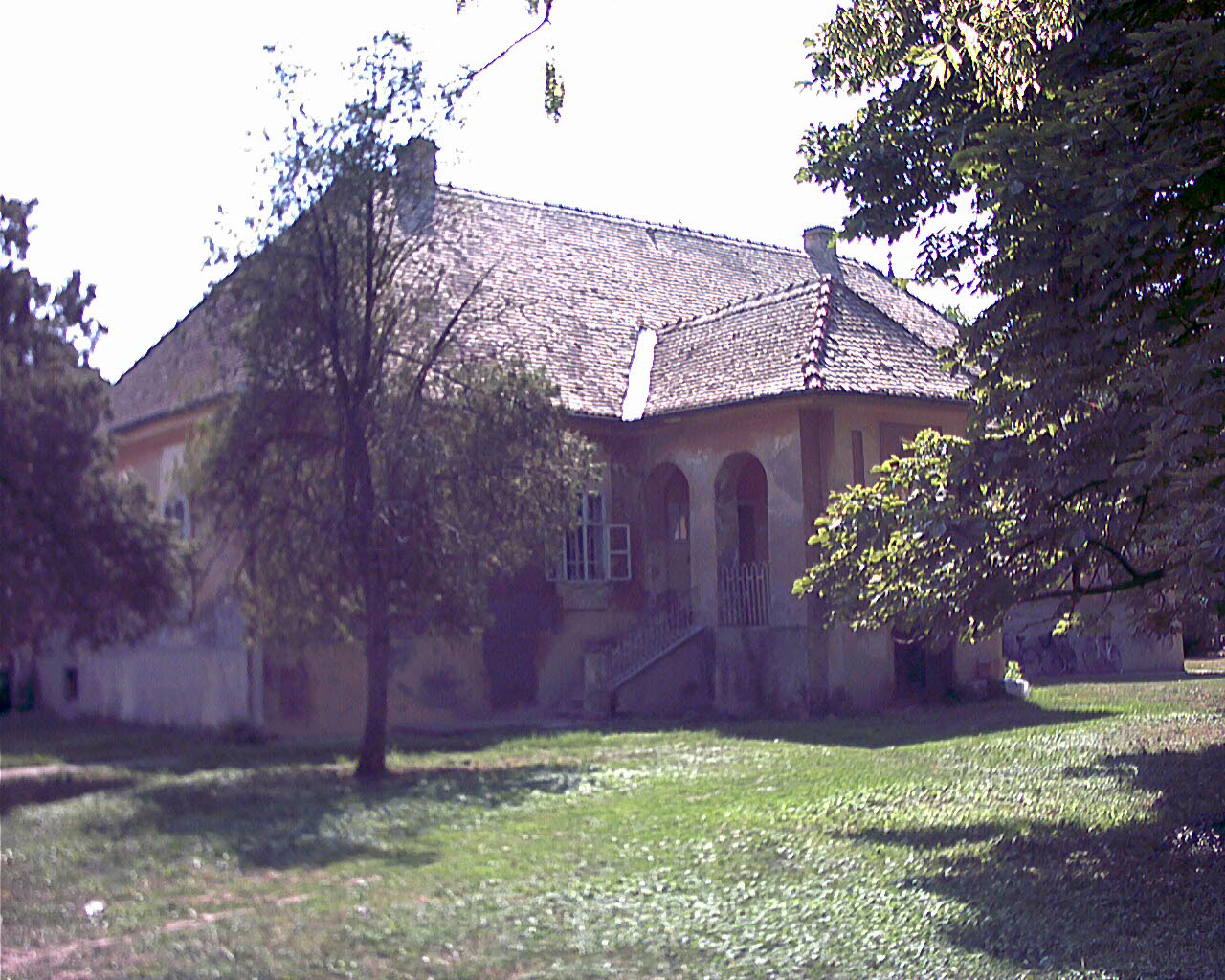
Muzejní komplex Kulpin – malý zámek

Zámek Dunđerských (zámek Kaštel) v Kulpinu tvoří zámecký komplex spolu s přilehlým parkem. Je jádrem Muzejního komplexu Kulpin, které tvořilo jádro obce od druhé poloviny 18. století do druhé poloviny 19. století.
Tento komplex se skládá z:
- dvou zámků s pomocným zařízením, postavené členy rodiny Stratimirovićů
- parku kolem hradu,
- budovy staré školy ,
- srbského pravoslavného kostela a farního domu
- Slovenského evangelického kostela, postaveného v letech 1875–1879
- rodný dům patriarchy Georgija Brankovića přestavěn na srbskou náboženskou školu roku 1899

## Historie
Stratimirovići postavili domy po obvodu rozlehlé louky – zvané Údolí, nejprve malé sezónní a poté větší panské. Jedna z nich se nacházela na místě dnešního slovenského evangelického kostela. Z této doby pochází tzv. malý zámek (druhá polovina 18. století ) a „velký zámek“ nebo jen „zámek“, postavený v roce 1826.
V druhé polovině 19. století koupil hrad a většinu panství od Stratimiroviće Matej Semzo z Kajmaniky. Tato maďarská rodina v Kulpinu přebývala krátce. V roce 1889 panství prodali Lazarovi Dundjerskému.
Rodina Dundjerski provozovala majetek až do konce druhé světové války, tzn. do roku 1945. Velký zámek byl v roce 1912 zrekonstruován podle projektu architekta z Nového Sadu Momčila Tapavici. Protože se Djordje Dundjerski oženil s příbuznou vládnoucí rodiny Karadjordjevićů, častými hosty panství Kulpin byla i královna Marie se syny, princem Petrem, Andrejem a Tomislavem. Mezi hosty patřilo také mnoho osobností politického a veřejného života (zástupci vlády Petar Živkovič a Milan Stojadinović, stejně jako mnoho dalších). V roce 1945 byl majetek zabaven na základě zákona o agrární reformě a kolonizaci. Po znárodnění bylo založeno na panství Dundjerski v Kulpinu zemědělské družstvo, které zde bylo až do roku 1991, tj. až do postoupení komplexu zemědělskému muzeu.
Komplex s oběma zámky, parkem a ozdobným plotem je od roku 1970 chráněn jako kulturní statek. V roce 1991 bylo na základě rozhodnutí Shromáždění AP Vojvodiny vyhlášeno kulturní památkou velkého významu.

## Velký zámek
Zámek byl postaven na počátku 19. století a podle některých záznamů byla stavba ukončena v roce 1826. Bylo to v době, kdy se rodina Stratimirović po svém příjezdu do Kulpinu značně rozrostla a získala pověst mezi Srby v habsburské monarchii. Oba zámky (malý i velký) byly postaveny druhou a třetí generací rodiny Stratimirovićů, narozenou v Kulpinu. Do jejich příjmení bylo přidáno přízvisko „z Kulpinu“, zatímco bývalé hercegovské přízvisko Vučković opustili. V těchto generacích Stratimirovićů byli také velmi významné osobnosti. (Stefan Stratimirović, který byl v letech 1790 až 1836 v čele metropolie Karlovac). Vzhled zámku před rekonstrukcí z roku 1912 není zcela znám a nejsou známy žádné informace o staviteli a architektovi zámku. Původní podoba je zachycena jen na jedné staré fotografii.
Budova byla rekonstruována v roce 1912, kdy bylo panství ve vlastnictví rodiny Dunđerských. Projekt rekonstrukce provedl slavný architekt z Nového Sadu Momčilo Tapavica. Tato rekonstrukce podstatně nezměnila původní architektonický vzhled budovy. Zámek si zachoval všechny znaky klasicistního stylu. Stavitelé zámku a panských domů z konce 18. a počátku roku 19. století dodržovali pravidla klasicistní výstavby, největší změna byla ve střešní části. Ze střední části byla odstraněna věž, která se tyčila nad střechu. Byla v ní rozhledna, velké hodiny s mechanismem, erb rodiny Stratimirović a další ozdobné detaily. Na přední straně se nachází ozdobný vlys se zdobnými obdélníkovými poli a v rozích vázy. V přední části budovy je navržena vstupní veranda, tzv. portik. U zámku Kulpin portikum rozděluje fasádu na dvě symetrické sekce. Je postaven v typickém klasicistním stylu. Skládá se ze schodiště, přístupové rampy a čtyř párů ionských sloupů, nesoucích architráv a tympanon. V zadní části se nachází pětiboká vstupní veranda, která má po stranách kruhové průzory. Nad verandou je prostorná terasa, zakrytá kupolí, do které se vstupuje z patra, z centrální místnosti, tzv. salonu. Terasa nabízí jedinečný výhled do parku. Interiér zámku je také v klasicistním stylu. Z prostorné haly se přímo vstupuje do hlavního sálu, se kterým jsou spojeny dvě místnosti na levé a pravé straně. Spojení s ostatními místnostmi v zámku zajišťuje dlouhá chodba, z níž se vstupuje do ostatních místností.
Základní architektura (zdivo) je charakteristická stylem pro tehdejší dobu. Zdi jsou postaveny z cihel. Kámen se používal pro portikové sloupy i pro schody a bednění podlah v interiéru. Vnější a vnitřní stěny jsou obloženy vápennou maltou a zastřešení bylo původně vyrobeno z pepřové dlaždice, později byly provedeny rekonstrukce střechy a kromě dvou svahů byl dodán i nový eternitový pokryv.
Poslední velké práce na opravách střech, fasádách a výzdobě interiérů byly provedeny v roce 2009.

## Malý zámek
Malý zámek je v podstatě jednopatrová vila postavená na konci 18. století. Byl to jeden z domů rodiny Stratimirovićů a je zachována v původní podobě. Stejně jako velký zámek byl postaven v klasicistním stylu. Ve střední části přední strany se nachází rizalit, který končí trojúhelníkovým tympanonem. Rizalit rozděluje fasádu na dvě symetrické části. Vzadu je prostorná veranda s obdélníkovou základnou, s klenutými průzory. Okna a vstupní brána jsou zdobeny kovanými železnými mřížkami a detaily.
Vzhledem k tomu, že se jedná o kulturní památku velkého významu, lze očekávat, že první kroky k její revitalizaci budou brzy provedeny. Plánuje se přizpůsobit tento prostor výstavě věnované rodině Stratimirović, která je zodpovědná za zřízení moderní obce Kulpin.

## Kostel Nanebevstoupení Páně
Na druhé straně údolí, naproti zámeckému komplexu, byl postaven pravoslavný kostel, farní dům, srbská škola a obecní dům. Pravoslavný chrám byl postaven v letech 1809 až 1813 na základech bývalého dřevěného kostela. Je zasvěcen Nanebevstoupení Ježíše Krista (svátek známá lidem jako Spasitel). Je zdoben nádherným ikonostasem, dílem slavného malíře Vojvodiny Jovana Klajiće (1846–1862). Někteří členové rodiny Stratimirović byli pohřbeni právě u kostela. 

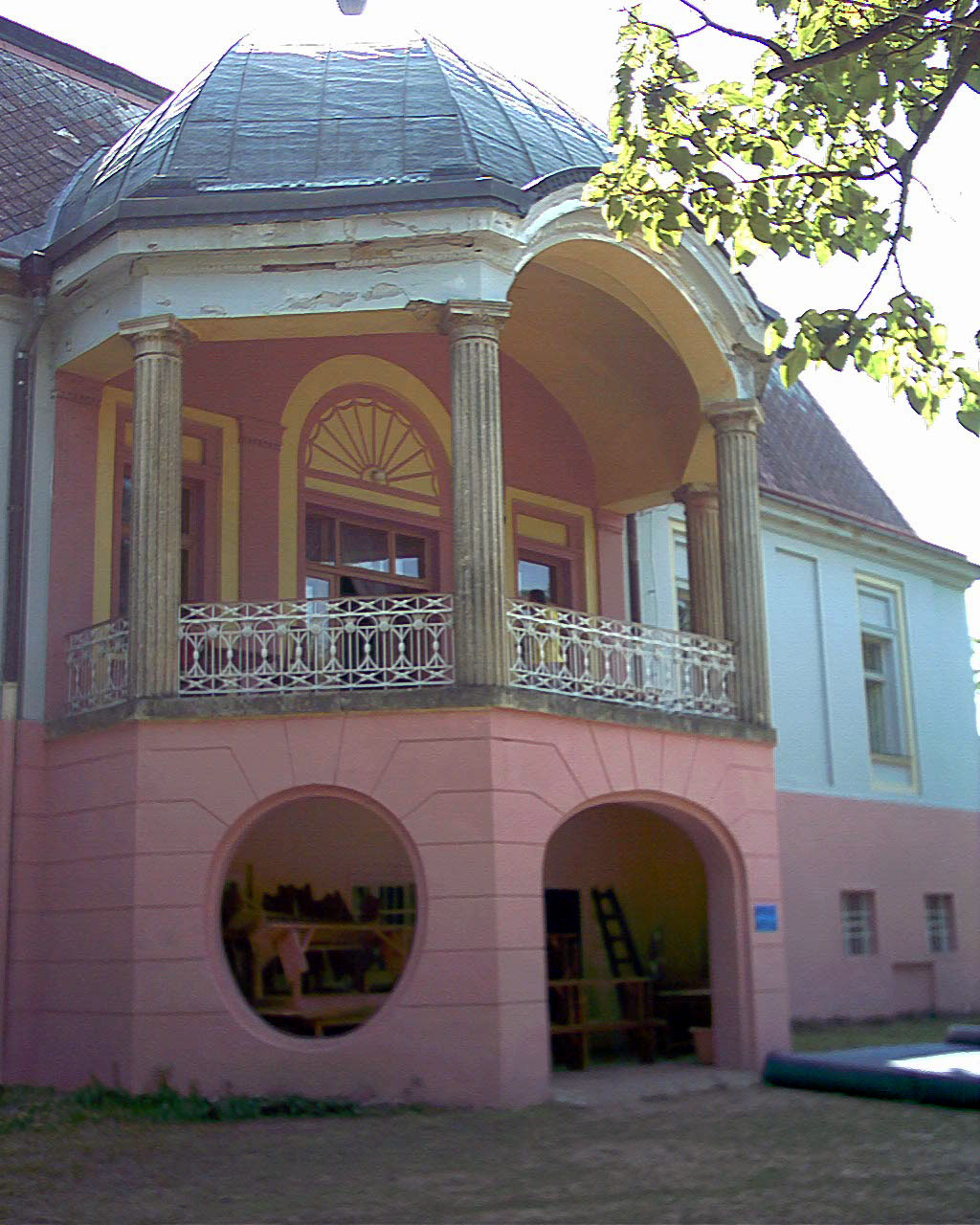
Kulpin Muzejní Komplex – Pohled na velký zámek z parku
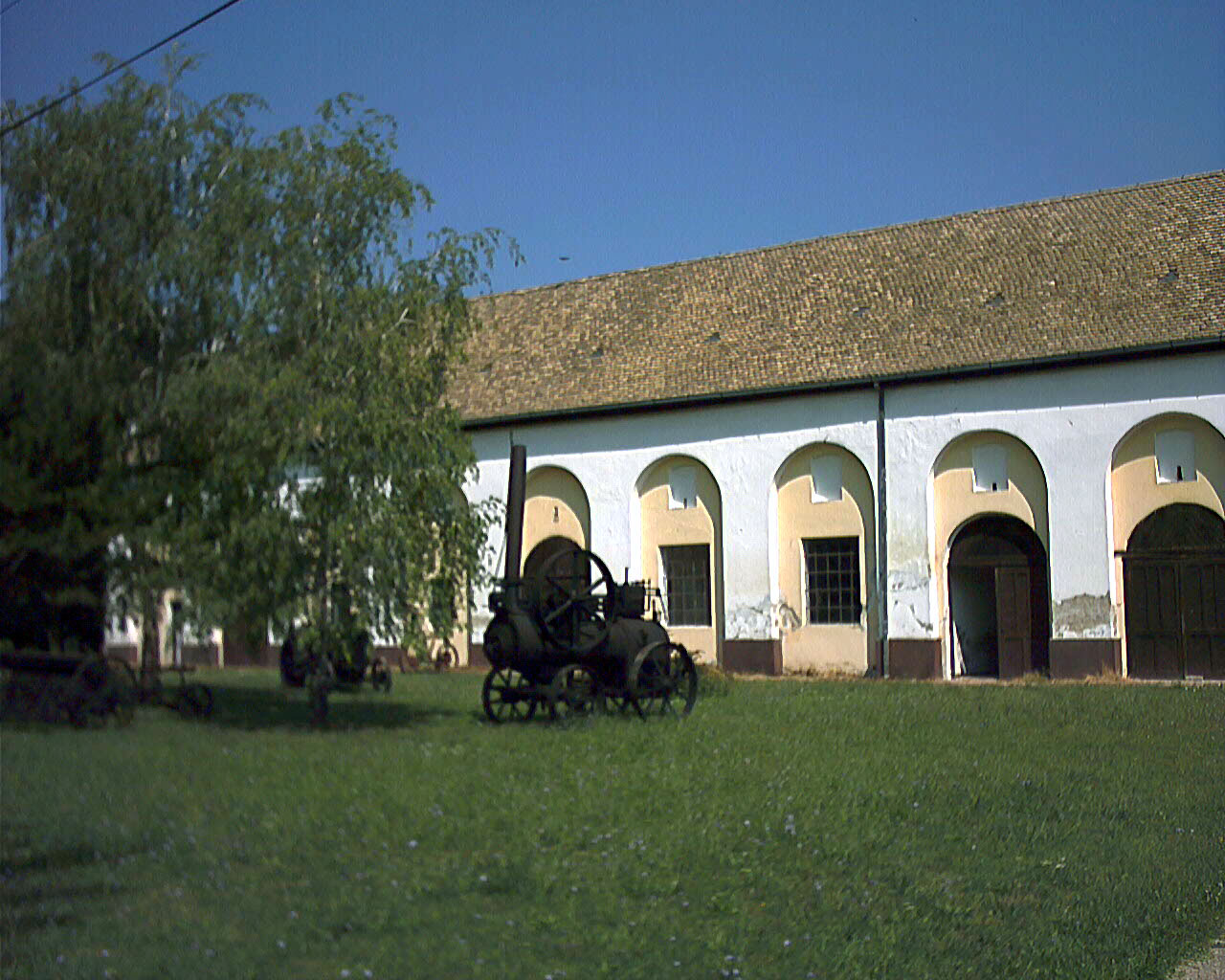
Kulpin – stáje
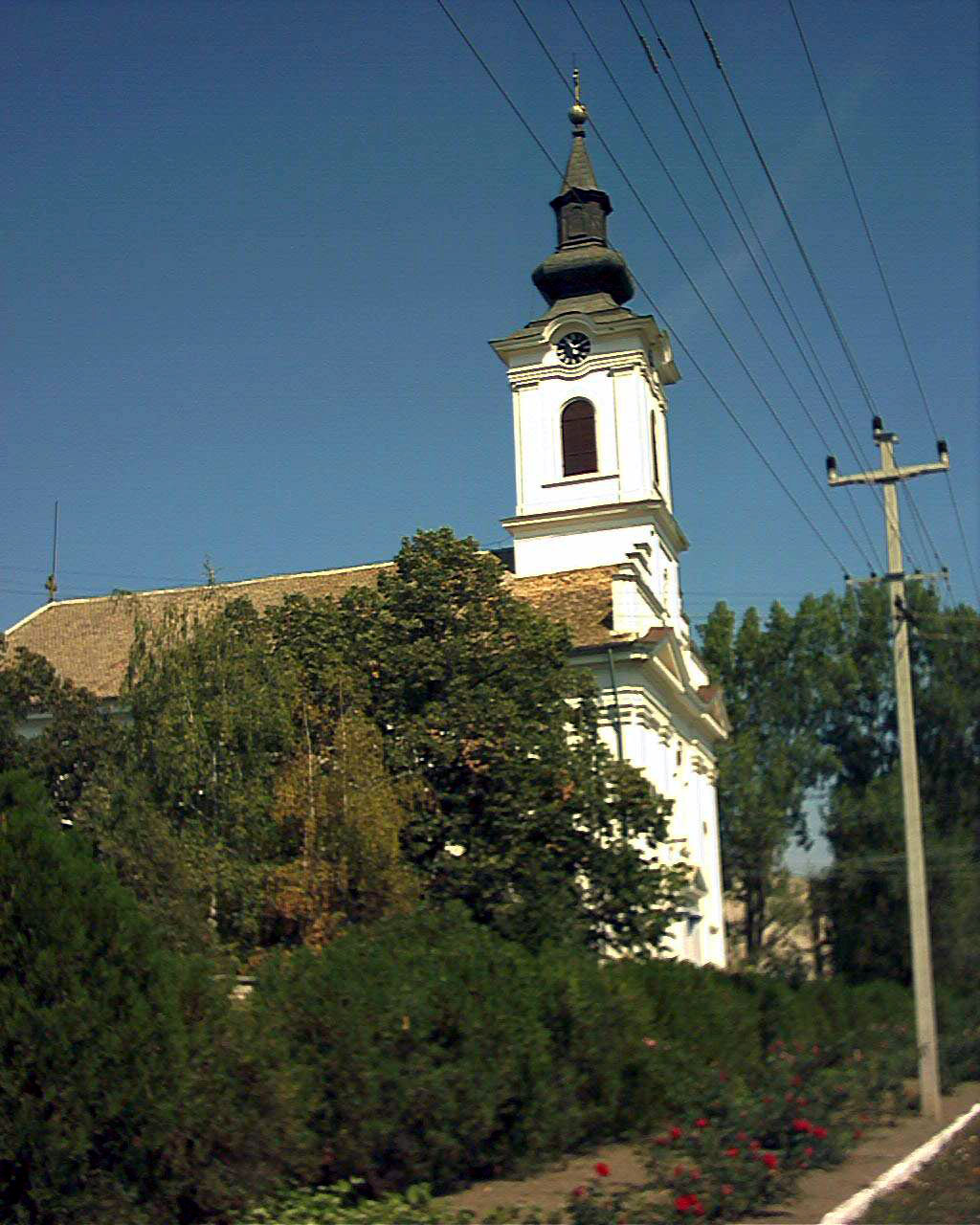
Evangelický (slovenský) kostel v Kulpinu
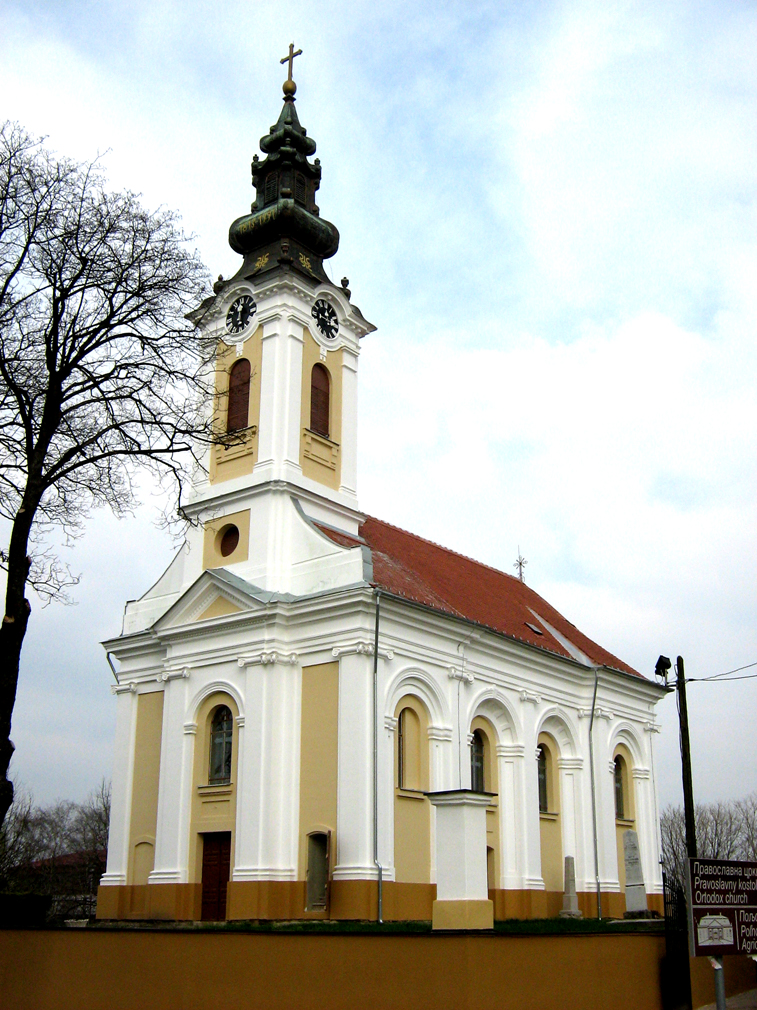
Pravoslavný kostel
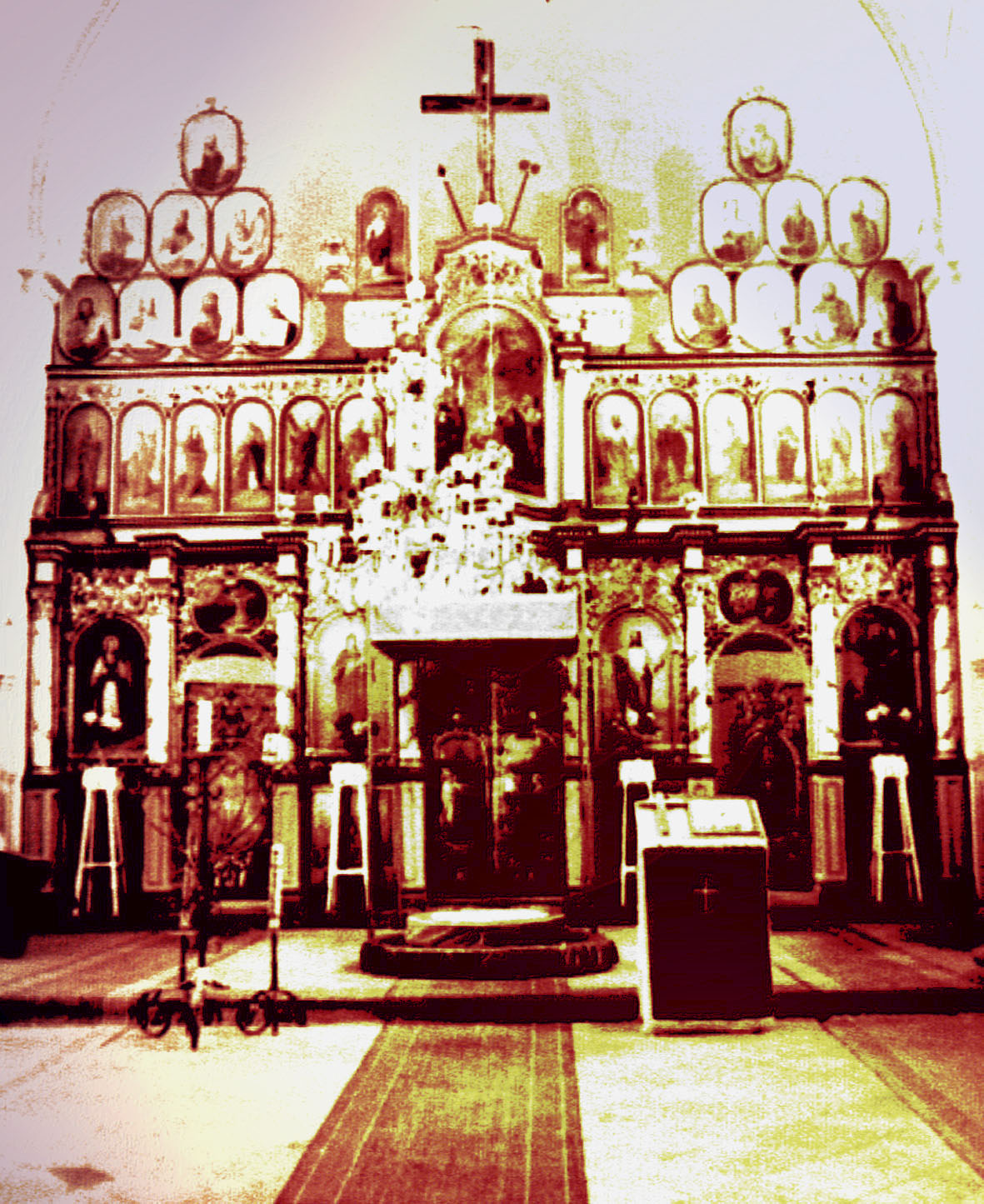
Ikonostas pravoslavné církve